# Синьохвіст білобровий
Синьохві́ст білобровий (Tarsiger indicus) — вид горобцеподібних птахів родини мухоловкових (Muscicapidae). Мешкає в Гімалаях, горах Китаю і Тайваню.

## Опис

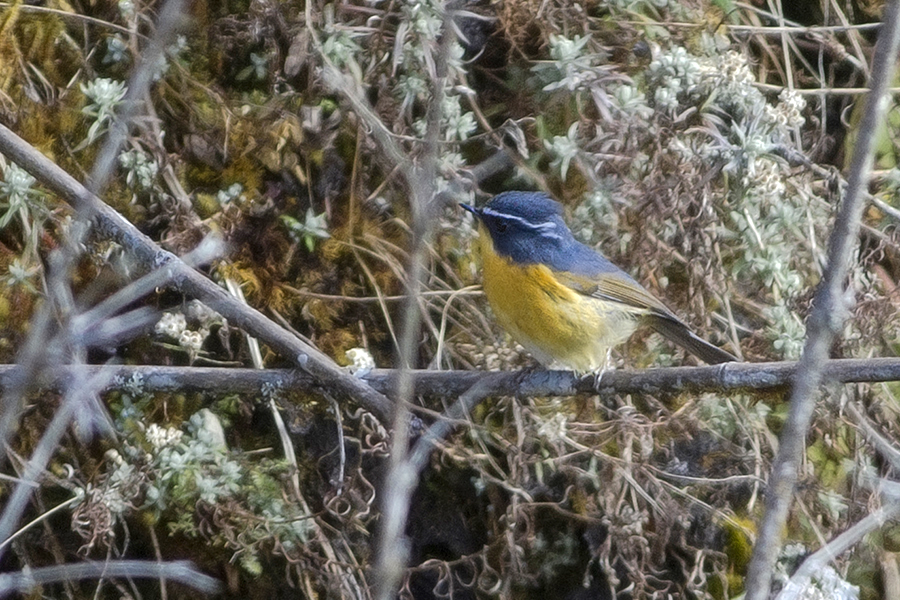
Білобровий синьохвіст (Сіккім, Індія)

Довжина птаха становить 13-15 см, вага 16 г. У самців верхня частина тіла темно-синя, нижня частина тіла іржасто-оранжева. У самиць верхня частина тіла оливково-коричнева, нижня частина тіла жовтувато-охриста. Над очима довгі, тонкі білі "брови". Хвіст відносно довгий. Дзьоб і лапи темні.

## Підвиди
Виділяють три підвиди:
- T. i. indicus (Vieillot, 1817) — центральні і східні Гімалаї (Уттаракханд, Непал, Сіккім, Бутан, Північно-Східна Індія, південно-західний Тибет);
- T. i. yunnanensis Rothschild, 1922 — центр і південний захід Китаю (південь Ганьсу, Сичуань, Юньнань), північ М'янми і В'єтнама);
- T. i. formosanus Hartert, EJO, 1910 — гори Тайваня.

Деякі дослідники пропонують виділити підвид T. i. formosanus у окремий вид Tarsiger formosanus, враховуючи відмінності в генетиці, морфології і вокалізації.

## Поширення і екологія
Білоброві синьохвости мешкають в Індії, Непалі, Бутані, М'янмі, Китаї, В'єтнамі і на Тайвані. Вони живуть в густому чагарниковому підліску гірських хвойних лісів, у високогірних чагарникових заростях, зокрема в заростях рододендронів, серед скель. Гніздяться на висоті від 3000 до 4200 м над рівнем моря. Під час негніздового періоду мігрують в долини. Живляться комахами, яких шукають на землі. Гніздяться з квітня по липень. Гніздо чашоподібне, розміщується в заглибині в землі. В кладці 3-4 білих яйця.